# Betti Nikolajewna Glan

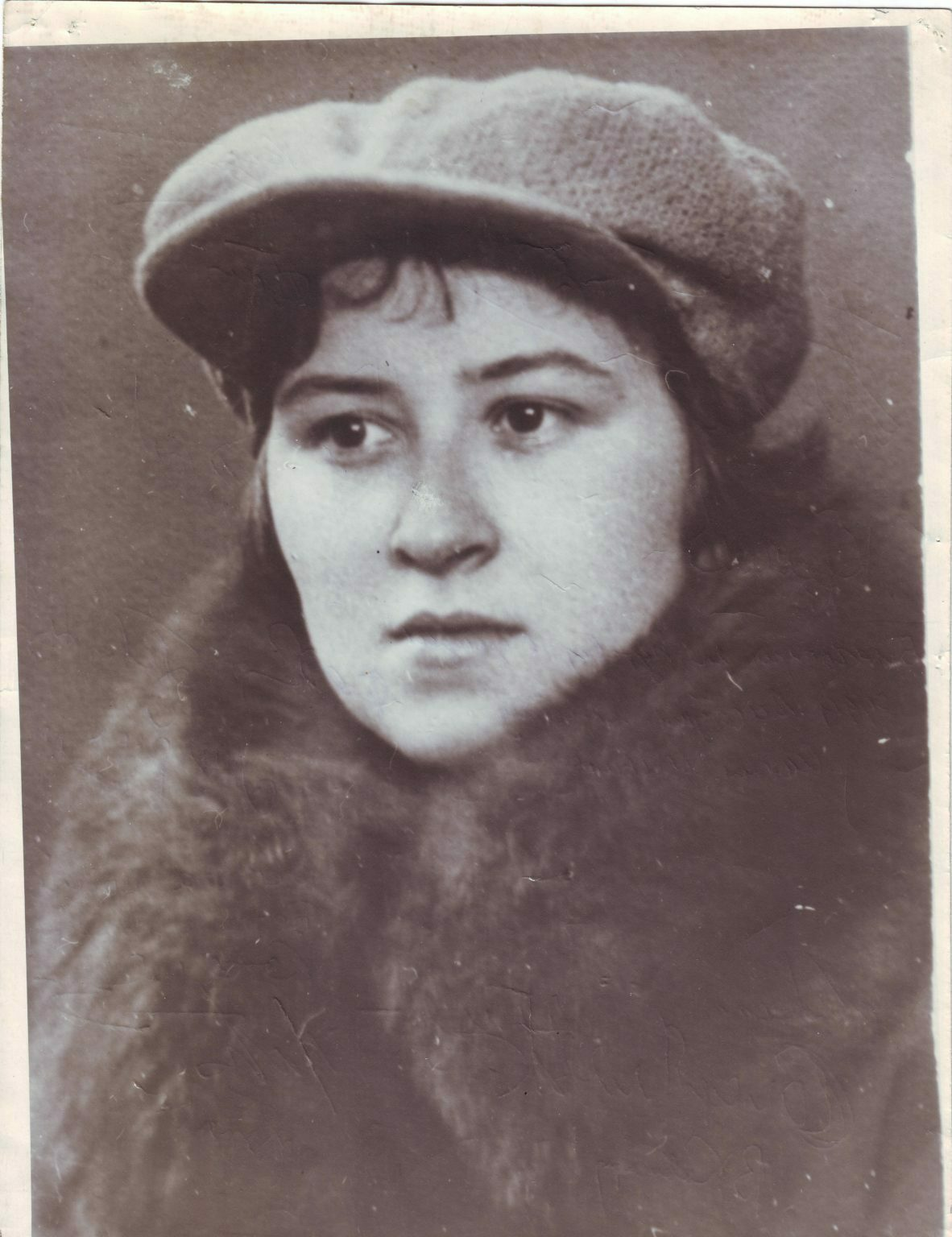
1927

Betti Nikolajewna Glan, geboren Betti Naumowna Mandelzwaig, (russisch Бетти Николаевна Глан, Geburtsname russisch Бэтти Наумовна Мандельцвайг; * 25. Dezember 1903jul. / 7. Januar 1904greg. in Kiew; † 1992 in Moskau) war eine ukrainisch-russische Kulturpolitikerin.

## Leben
Betti Mandelzwaig stammte aus einer gebildeten jüdischen Familie. Sie beschäftigte sich mit Musik und war erfolgreich in der Schule, aber mit ihrem Familiennamen war sie benachteiligt. Im Alter von 13–14 Jahren war sie mit dem jungen Grigori Michailowitsch Kosinzew bekannt, der ihr von einem Buch über den Kapitän Glan erzählte und ihr den Namen als Pseudonym vorschlug. Darauf beschloss sie, Glan als ihren Familiennamen anzunehmen. Auf dem Gymnasium befreundete sie sich mit Bolschewiki und war Vorsitzende des Revolutionskomitees der Studenten. Wie sie später erzählte, flüchtete sie mit zwei Genossen vor den weißen Polen nach Odessa.
Glan arbeitete als Sekretärin in der Politabteilung der 14. Armee der Roten Armee. Dort traf sie Anatoli Wassiljewitsch Lunatscharski, der sie zum Studium nach Moskau schickte. Sie studierte in der Französisch-Abteilung der Höheren Kurse für Fremdsprachen mit Abschluss 1922 und dann an der Fakultät für Gesellschaftswissenschaften der Universität Moskau (MGU) mit Abschluss 1925. 1924 war sie Mitglied der KPdSU geworden. Sie war Sekretärin der französischen Abteilung der Komintern. 1925 wurde sie verantwortliche Sekretärin der russischen Abteilung der Komintern der Jugend. Sie heiratete den jugoslawischen Revolutionär Milan Gorkić.
1927 wurde Glan Mitglied des Moskauer Stadtkomitees der KPdSU für die Einführung städtischer Feiertage. 1929 wurde sie Vizedirektorin und 1930 Direktorin und künstlerische Leiterin des Moskauer Zentrale Maxim-Gorki-Parks für Kultur und Erholung. Sie organisierte die Parkgestaltung mit den Stenberg-Brüdern, El Lissitzky, Konstantin Stepanowitsch Melnikow, Alexander Wassiljewitsch Wlassow, Iwan Wladislawowitsch Scholtowski, Miliza Iwanowna Prochorowa und Michail Petrowitsch Korschew. Als Alexei Antonowitsch Iljuschin ihr vorschlug, ein Paraboloid der Wunder zu bauen, in dem Menschen kurvilineare Bewegungen erleben könnten, ließ sie den Bautechniker A. J. Epstein ein solches 10 m breites Paraboloid aus Holz mit Kegeldach und vertikaler Drehachse für 10 Personen bauen, das im Sommer 1934 mit einer Drehzahl von 18/min eröffnet wurde und 4 Jahre lang existierte. 1935 wurde sie Mitglied des Moskauer Stadtsowjets.
1937 wurde Glan nach ihrem Mann wegen Trotzkismus verhaftet und nach längerer Untersuchungshaft in der Butyrka und im Taganka-Gefängnis in die Verbannung geschickt. Nikita Sergejewitsch Chruschtschow erwähnte in seinen Memoiren, dass er Glan kannte und sie ihm bei einem Besuch der Butyrka mit dem Moskauer NKWD-Chef Stanislaw Franzewitsch Redens ihre Unschuld beteuert hatte. 1954 wurde sie aus der Verbannung freigelassen. 1955 folgte die Rehabilitierung und die Wiederaufnahme in die KPdSU.
Glan arbeitete nun als Assistentin des Generalsekretärs der Union der Komponisten der UdSSR (1955–1958). Sie war Vizevorsitzende des Rats für Massenvorstellungen bei der Allrussischen Theatergesellschaft (WTO). 1964 wurde sie als Verdiente Kulturarbeiterin der RSFSR geehrt. Im Lenin-Jubiläumsjahr 1970 war sie Preisträgerin des Allrussischen Theaterfestivals. 1988 veröffentlichte sie ihre Memoiren.
Glan wurde auf dem Moskauer Donskoi-Friedhof in der Nähe des Grabes des Geheimdienstoffiziers Konon Trofimowitsch Molody begraben.